# Tupi (gruppo etnico)
I Tupi sono un macro-gruppo etnico indigeno storico del Brasile, correlato al gruppo dei Guaraní.

## Storia
Arrivati in sudamerica si diffusero nell'Amazzonia e in seguito nelle regioni meridionali e presso la costa atlantica. Dal XVI secolo i Tupi vennero assimilati e resi schiavi dai portoghesi e spagnoli, i quali in seguito ne decimarono un gran numero. Ciò che resta di queste tribù sono gli indigeni confinati nelle riserve e integrati nella società dominante. Nelle regioni del sud-est vi sono molti discendenti di gente Tupi e nella regione nord e nord-est molti di loro fanno parte delle classi meno agiate.
Nonostante fossero un singolo gruppo etnico che parlava una lingua comune, i Tupi erano divisi in diverse tribù in costante stato di guerra. I Tupi tentavano di catturare i nemici per poi ucciderli in rituali cannibalistici. Tra le diverse tribù vi erano i Tupiniquim, i Tupinamba, i Pitaguary, i Tabajara, i Caeté, i Temiminó, i Tamoio e un'altra chiamata con il termine Tupi stesso, che mostra come il nome sia generico e specifico allo stesso tempo.
La cultura dei Tupi e la loro lingua hanno lasciato una certa traccia nella cultura brasiliana. Vi sono diverse parole del portoghese brasiliano che hanno origine nella lingua tupi antica: mingau, mirim, soco, cutucar, tiquinho, perereca, tatu. I nomi di diversi tipi di fauna e flora locale, e di alcuni luoghi e città derivano dalla lingua tupi.
La tribù dei tupinambá è stata rappresentata in modo fittizio nel film del 1971 di Nelson Pereira dos Santos, Como Era Gostoso o Meu Francêsin ("come era gustoso il piccolo francese").

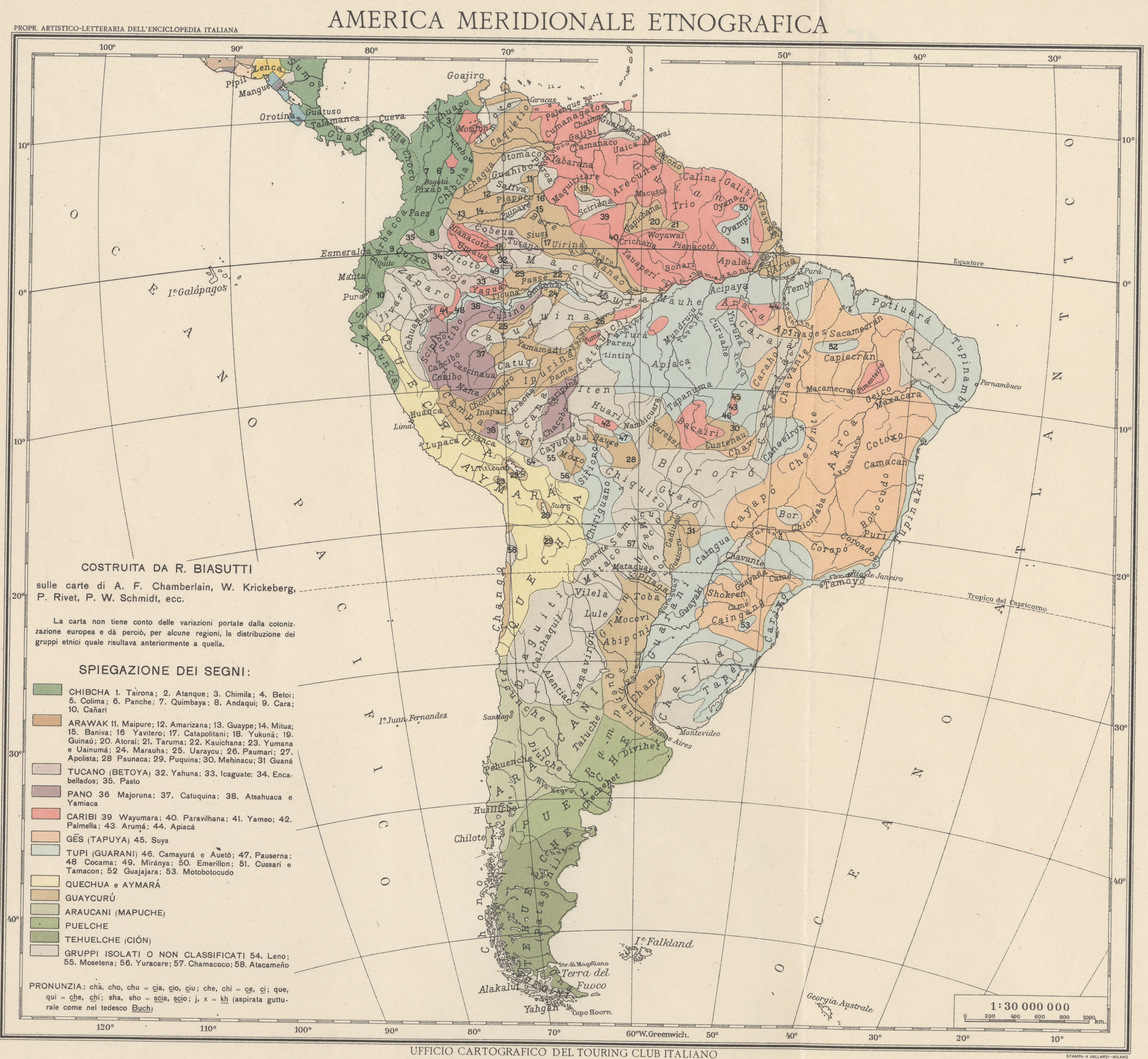
Mappa etnografica del Sud America nel 1927; i Tupi sono considerati come facenti parte dello stesso gruppo etnico dei Guaranì ed evenidenziati in azzurro.

I Guaraní sono un popolo differente che abita in Paraguay, Argentina, Uruguay, Bolivia e in alcune parti delle regioni meridionali del Brasile, che parla la lingua guaraní, ma che in genere viene associato allo stesso gruppo etnico dei Tupi.